# Lennox Robinson
Esmé Stuart Lennox Robinson (Douglas, 4 ottobre 1886 – Dublino, 15 ottobre 1958) è stato un drammaturgo e poeta irlandese.

## Biografia
Nato e cresciuto nella contea di Cork in una famiglia di unionisti protestanti, cominciò ad interessarsi al teatro nell'estate 1907 dopo aver visto opere di W. B. Yeats e Lady Gregory in scena alla Cork Opera House.
Dopo aver fatto da assistente per tre mesi a George Bernard Shaw in Inghilterra, esordì all'Abbey Theatre nel 1909 con il suo dramma The Cross Roads. Le sue opere trattavano spesso temi patriottici, come in Patriots (1912) e The Dreamers (1915), ma si concentravano anche sulle differenze religiose dell'Irlanda e le persecuzioni patite dai protestanti, una tematica esplorata in The Big House (1926). La sua commedia Drama at Inish (1933) sarebbe stata rappresentata anche a Londra e Broadway con il titolo Is Life Worth Living?. La sua commedia del 1934 Church Street sarebbe stata adattata dalla RAI per la televisione nel 1959, quando Daniele D'Anza diresse Via della chiesa.
Fu anche autore di una biografia su Bryan Cooper, poesie e racconti, ma anche di un saggio sulla storia dell'Abbey Theatre, teatro che aveva non solo ospitato molte delle sue opere, ma che lui stesso avevo diretto come manager in diverse occasioni. Nel 1957 fu candidato al Premio Nobel per la letteratura dal PEN International. Curò anche un'edizione dei diari di Lady Gregory nel 1947 e nel 1958 curò, insieme a Donagh MacDonagh, The Oxford Book of Irish Verse, un'antologia di poesia irlandese.
Fu sposato con la scenografa Dolly Robinson dal 1931 alla morte nel 1958.

## Opere teatrali
- The Clancy Name (1908)
- The Cross Roads (1909)
- Harvest (1910)
- The Lesson of his Life (1911)
- Patriots (1912)
- The Dreamers (1915)
- The Whiteheaded Boy (1916)
- The Lost Leader (1918)
- The Round Table (1922)
- Crabbed Youth and Age (1922)

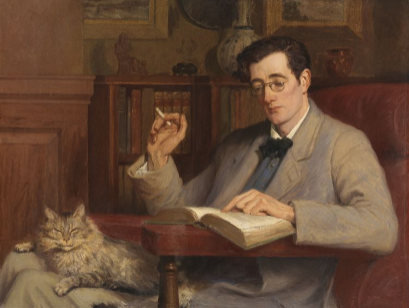
Dermod O'Brien, Ritratto di Lennox Robinson, Galleria nazionale d'Irlanda

- Never the Time and the Place (1924)
- The White Blackbird (1925)
- The Big House (1926)
- The Far-Off Hills (1928)
- Ever the Twain (1929)
- The Reapers (1930)
- A Disciple (1931)
- Drama At Inish (1933)
- Church Street (1934)
- All's Over Then? (1935)
- When Lovely Woman (1936)
- Killycreggs in Twilight (1937)
- Bird's Nest (1938)
- Roly Poly (1940)
- Forget-Me-Not (1941)
- The Lucky Finger (1948)